# Зіґґі Стардаст
Зі́ґґі Старда́ст (англ. Ziggy Stardust) ― один зі сценічних образів Девіда Бові; персонаж, що був створений і описаний в альбомі «The Rise and Fall of Ziggy Stardust and the Spiders from Mars». Цим псевдонімом також користувались інші люди, зокрема керівник гурту «Розкрок», автор низки поетичних текстів.
Англійський гурт Bauhaus має однойменну пісню в альбомі «The Sky's Gone Out». Назву «Зіґґі Стардаст» також отримала змія Parafimbrios lao, через її характерний вигляд.